# The Marble Heart (film 1916)
The Marble Heart è un film muto del 1916 diretto da Kenean Buel.

## Produzione
Il film fu prodotto dalla Fox Film Corporation.

## Distribuzione
Distribuito dalla Fox Film Corporation, il film uscì nelle sale cinematografiche USA il 5 marzo 1916.